# 2388 Gase
2388 Gase este un asteroid din centura principală, descoperit pe 13 martie 1977 de Nikolai Cernîh.